# Hazrat Ishaan (titre)
Pour l’article homonyme, voir Hazrat Ishaan.
 (février 2022).
La mise en forme du texte ne suit pas les recommandations de Wikipédia : il faut le « wikifier ».
Les points d'amélioration suivants sont les cas les plus fréquents. Le détail des points à revoir est peut-être précisé sur la page de discussion.
- Les titres sont pré-formatés par le logiciel. Ils ne sont ni en capitales, ni en gras.
- Le texte ne doit pas être écrit en capitales (les noms de famille non plus), ni en gras, ni en italique, ni en « petit »…
- Le gras n'est utilisé que pour surligner le titre de l'article dans l'introduction, une seule fois.
- L'italique est rarement utilisé : mots en langue étrangère, titres d'œuvres, noms de bateaux, etc.
- Les citations ne sont pas en italique mais en corps de texte normal. Elles sont entourées par des guillemets français : « et ».
- Les listes à puces sont à éviter, des paragraphes rédigés étant largement préférés. Les tableaux sont à réserver à la présentation de données structurées (résultats, etc.).
- Les appels de note de bas de page (petits chiffres en exposant, introduits par l'outil «  Source ») sont à placer entre la fin de phrase et le point final[comme ça].
- Les liens internes (vers d'autres articles de Wikipédia) sont à choisir avec parcimonie. Créez des liens vers des articles approfondissant le sujet. Les termes génériques sans rapport avec le sujet sont à éviter, ainsi que les répétitions de liens vers un même terme.
- Les liens externes sont à placer uniquement dans une section « Liens externes », à la fin de l'article. Ces liens sont à choisir avec parcimonie suivant les règles définies. Si un lien sert de source à l'article, son insertion dans le texte est à faire par les notes de bas de page.
- La présentation des références doit suivre les conventions bibliographiques. Il est recommandé d'utiliser les modèles {{Ouvrage}}, {{Chapitre}}, {{Article}}, {{Lien web}} et/ou {{Bibliographie}}. Le mode d'édition visuel peut mettre en forme automatiquement les références.
- Insérer une infobox (cadre d'informations à droite) n'est pas obligatoire pour parachever la mise en page.

Pour une aide détaillée, merci de consulter Aide:Wikification.
Si vous pensez que ces points ont été résolus, vous pouvez retirer ce bandeau et améliorer la mise en forme d'un autre article.
 (juin 2022).
Hazrat Ishaan (persan : حضرت ایشان ; également translittéré en Hazrat Ishaan et Hasrat Eshan ) est un titre détenu par l'imam de la famille de Hazrat Ishaan, qui est simultanément le chef spirituel de l' ordre soufi Naqshbandi et des Sayyids. Tous les Hazrat Ishaans revendiquent la descendance de Mahomet, dernier prophète de l'Islam, par Hasan al Askari, Sayyid Abdul Qadir Gilani et Bahauddin Naqshband[réf. incomplète].

## Titre
Selon Yasin Qasvari, un érudit de l'ordre soufi Naqshbandi, Hazrat Ishaan est un titre honorifique utilisé par le Khan de Boukhara Abdullah Khan bin Iskander et l'empereur mogol Akbar pour s'adresser à Khwaja Khawand Mahmud (1563-1642), le chef suprême contemporain du Ordre Soufi Naqshbandi. Qasvari et David William Damrel, professeur d'études religieuses en Caroline du Sud et affilié au Pluralism Project à l'Université de Harvard mentionnent en outre que les deux monarques étaient des disciples spirituels de Hazrat Ishaan, car on pense qu'il a sauvé Abdullah Khan II lors d'un accident de chasse et a prié pour Akbar pour avoir un fils.
Hazrat est un titre arabe pakistanais, iranien et honorifique commun utilisé pour honorer une personne. Il dénote littéralement et se traduit par "présence, apparence".
Les universitaires participant à un programme sur Hazrat Ishaan I à 92 News mentionnent que "Ishaan" est dérivé du terme persan "Shaan" signifiant exalté, saint ou béni par Dieu.

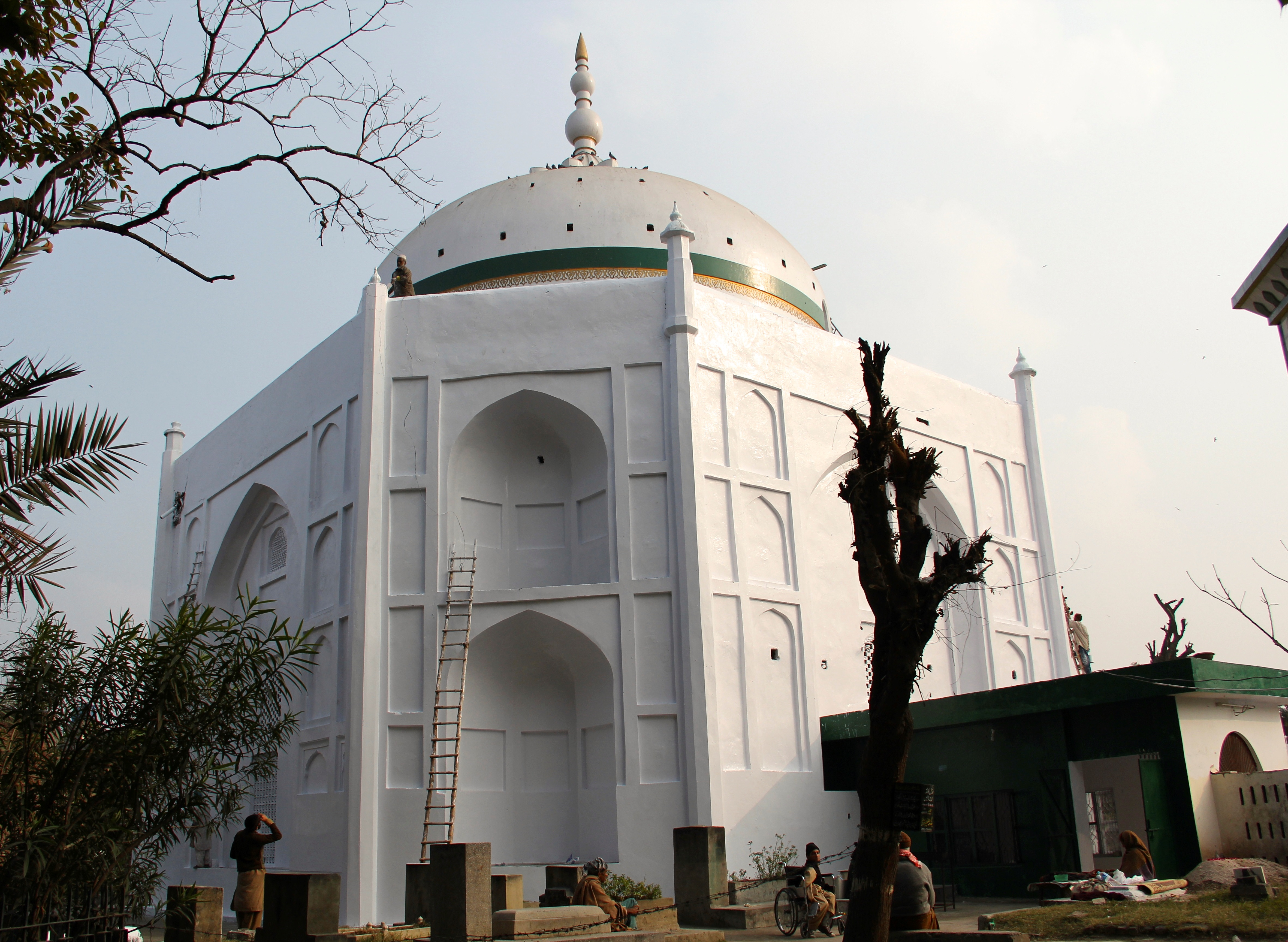
Mausolée des Hazrat Ishaans à Lahore

Ainsi Hazrat Ishaan doit être traduit par "Un avec la Présence exaltée".

## Histoire

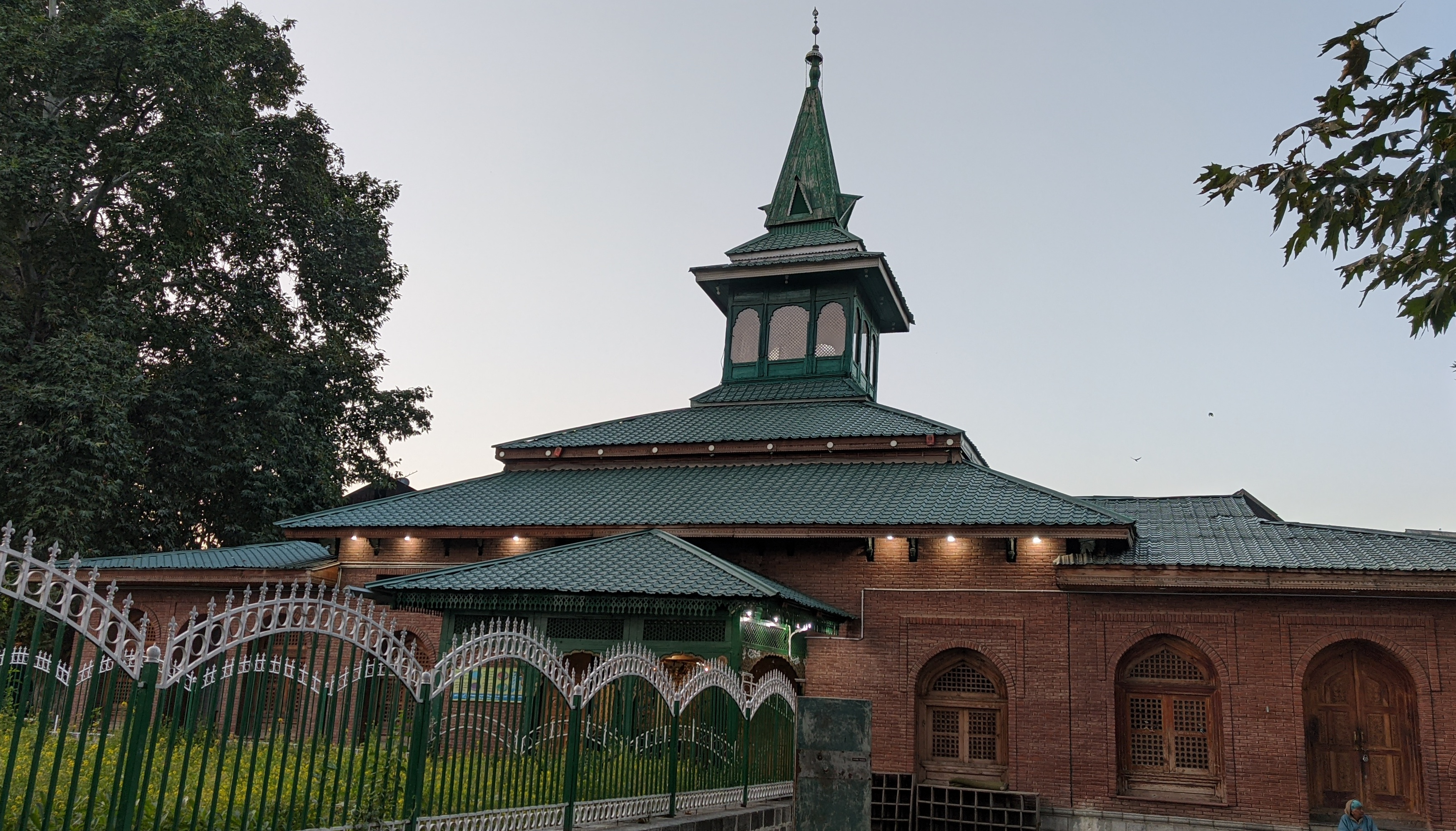
Mausolée des Hazrat Ishaans à Cashemire

En ce qui concerne sa popularité à la cour mogole, le fils de Khwaja Khawand Mahmud Hazrat Ishaan, Sayyid Moinuddin Hadi Naqshband, a épousé la fille de l'empereur Jahângîr, lui conférant la royauté. Le petit-fils de Sayyid Moinuddin épousa à son tour la fille d'Aurangzeb. Hazrat Ishaan IX a ensuite épousé une princesse afghane, descendante de Shah Ashraf Hotak, dont la fille a épousé le prince afghan Musahiban Abdul Khalek Khan, qui était un pionnier de la science moderne afghane, prèmiere alumni afghan à l´université Sorbonne, devenant l'ambassadeur permanent de l'Afghanistan auprès des Nations unies, cousin et bras droit personne du prince Mohammad Daoud Khan, tous deux descendants du roi afghan Sultan Muhammad Khan.
Lorsque Hazrat Ishaan I a émigré au Cachemire, il a été accueilli comme leur saint patron spirituel, soutenu par les empereurs moghols. Jusqu'à aujourd'hui, ses descendants sont très estimés dans le Ziyarat Naqshband Saheb. Après une rébellion chiite contre Hazrat Ishaan, il est évacué par Shah Jahan pour migrer vers Lahore. Là, Shah Jahan lui a construit un palais, qui est son actuel mausolée à Begumpura.

## Liste des Hazrat Ishaan
- Hazrat Ishaan I : Khwaja Khawand Mahmud (1563-1642)
- Hazrat Ishaan II : Mir Moinuddin (mort en 1674)
- Hazrat Ishaan III : Mir Nizamuddin
- Hazrat Ishaan IV : Mir Nooruddin (1675-1743)
- Hazrat Ishaan V : Mir Kamaluddin (mort en 1774)
- Hazrat Ishaan VI : Mir Mohyuddin
- Hazrat Ishaan VII : Mir Hasan ibn Azimullah
- Hazrat Ishaan VIII : Shah Sayyid Mir Jan (1800-1901)
- Hazrat Ishaan IX : Mir Sayyid Mahmud Agha
- Hazrat Ishaan X :  Mir Fazlullah Agha
- Hazrat Ishaan XI :  Mir Muhammad Jan (1900-1955)
- Hazrat Ishaan XII : Mir Assadullah (né en 1947)
- Hazrat Ishaan XIII : Mir Raphael Dakik (né en 1998, grand-fils maternal de Mir Assadullah)

## Voir également